# Milecastle 1
Milecastle 1 (Stott's Pow) byla mílová pevnost (milecastle) římského Hadriánova valu poblíž údolí Stott’ s Pow. Co z ní zbylo, leží pod stavbami – rekreační zónou v Miller's Dene.
Při prvních vykopávkách a průzkumu byla za Milecastle 1 omylem pokládána vížka 0B.
Milecastle 1 leží na území města Wallsend. 

## Výstavba
Milecastle 1 byl typ mílové pevnosti s krátkou osou, typ brány není znám. Takové pevnosti pravděpodobně stavěla legio II Augusta, která sídlila v Isca Augusta (Caerleonu).
Milecastle 1 English Heritage:1003507.  

## Vykopávky a průzkum
- 1732 – Horsley zaznamenal, že tato pevnůstka má krátkou osu a leží v blízkosti Stott’s Pow.[6]

- 1848 – Collingwood Bruce po prozkoumání valu[2] napsal:[7] “Nahoře na svahu je něco přes 70 metrů od potoka (Stott’s Pow) místo, kde stála první mílová pevnost. Je tam orané pole, ale zůstala na něm malá vyvýšenina, po které je roztroušeno množství malých kamenů...”

- 1852–4 – Henry MacLauchlan prozkoumal polohu pevnůstky a zaznamenal, že jde o stavbu s krátkou osou.[8]

- 1928 – F. G. Simpson lokalitu prozkoumal a zjistil, že z doby římské tam zůstaly pouze trosky, rozkradeny byly i základy stavby. Simpson naměřil od vnějšího okraje východní brány pevnosti Segedunum do středu Milecastle 1 vzdálenost 1319 metrů. Mezi středem Milecastle 1 a Milecastle 2 naměřil 1329 metrů.[9]
- 1947 – Povrch rekreačního hřiště, které nyní pokrývá areál pevnůstky Milecastle 1, byl zarovnán v roce 1947. Podle Grace Simpsonové tam stopy po příkopu a pevnosti tehdy ještě byly. Ve svých poznámkách (cca z roku 1978) také uvedla, že ta část příkopu valu nyní zcela zmizela, ale stopa po pevnosti zůstává stále slabě znatelná.
- 1975 – English Heritage na místě zjistilo, že „se tam nachází upravená zahrada a hřiště na bowling. Po pevnosti není ani památky“.
- 1978 – Grace Simpsonová napsala cca v roce 1978, že příkop nyní zcela zmizel, ale „stopa po pevnosti... je stále slabě rozeznatelná“.[10]

## Přidružené vížky
Každá mílová pevnost na Hadriánově valu měla dvě přidružené věže. Stály přibližně jednu třetinu a dvě třetiny římské míle na západ od příslušné pevnosti a pravděpodobně tam sloužila část pevnostní posádky.  
Vížky spojené s Milecastle 1 jsou označovány vížka 1A a vížka 1B. 

### Vížka 1A
Věž 1A byla pravděpodobně velmi blízko k místu, kde je nyní křižovatka Fosway (A187) a Coutts Road. Toto je založeno na měření; žádný důkaz o věži nalezen nebyl. Alternativní lokalitou by byla třetina římské míle mezi místem Horsleyho Milecastle 1 (vížka 0B) a pevnůstky Milecastle 2 (jejíž umístění je však také nejisté).  Umístění na Ordnance Survey 1:25 000 mapa: 54°58′55″ s. š., 1°33′25″ z. d.  Alternativní umístění na mapě Ordnance Surveys měřítkem 1:25 000: 54°59′1″ s. š., 1°32′57″ z. d.

### Vížka 1B
Vížka 1B byla pravděpodobně západně od křižovatky Fossway (A187) a Roman Avenue. Tuto polohu navrhl F. G. Simpson, který návrh založil na měřeních z Milecastle 2 (jehož umístění také není jisté). Nebyl zatím nalezen žádný důkaz o existenci této vížky. Umístění na mapě Ordnance Survey (měřítko 1:25 000): 54°58′52″ s. š., 1°33′48″ z. d.

## Památkově chráněné objekty
| Památník              | Číslo památky | Číslo v archivu English Heritage |
| Milecastle 1          | 24837         | NZ 26 NE 24                      |
| Věž 1A                | 24781         | NZ 26 NE 4                       |
| Věž 1A (alternativní) | 24778         | NZ 26 NE 3                       |
| Věž 1B                | 24786         | NZ 26 NE 5                       |